# 바라 공항
바라 공항(영어: Barra Airport, IATA: BRR, ICAO: EGPR)은 영국의 바라섬에 있는 공항으로 2011년 기준으로 세계에서 가장 위험한 공항 중 하나이다. 이 공항은 다른 공항과 달리 활주로가 없으며 2010년에 10위를 기록한 적도 있다.
바라 공항의 활주로는 갯벌을 사용하고 있기 때문에, 비행기의 바퀴가 빠질 수 도 있다.

## 사진

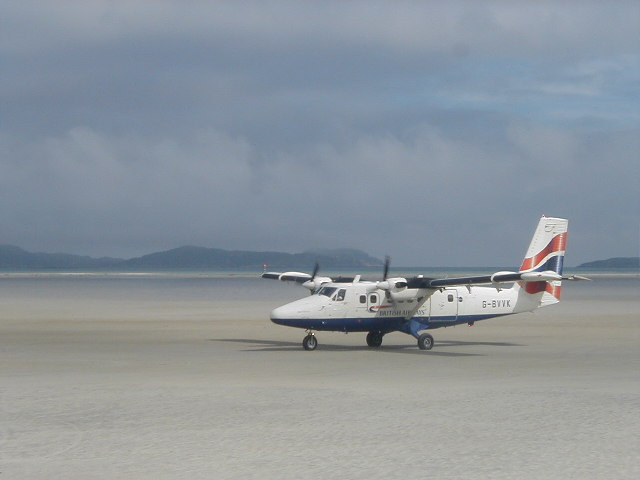
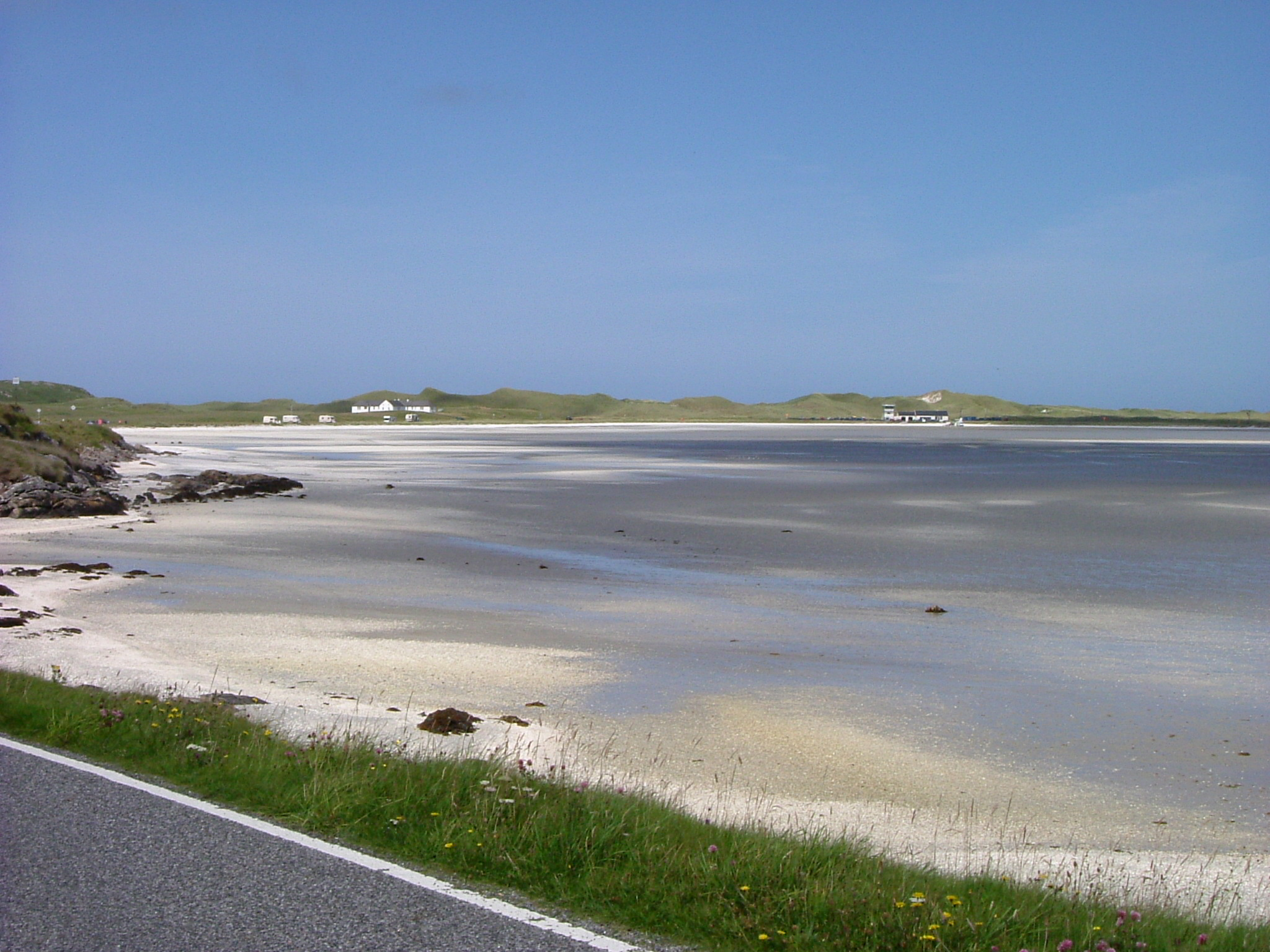
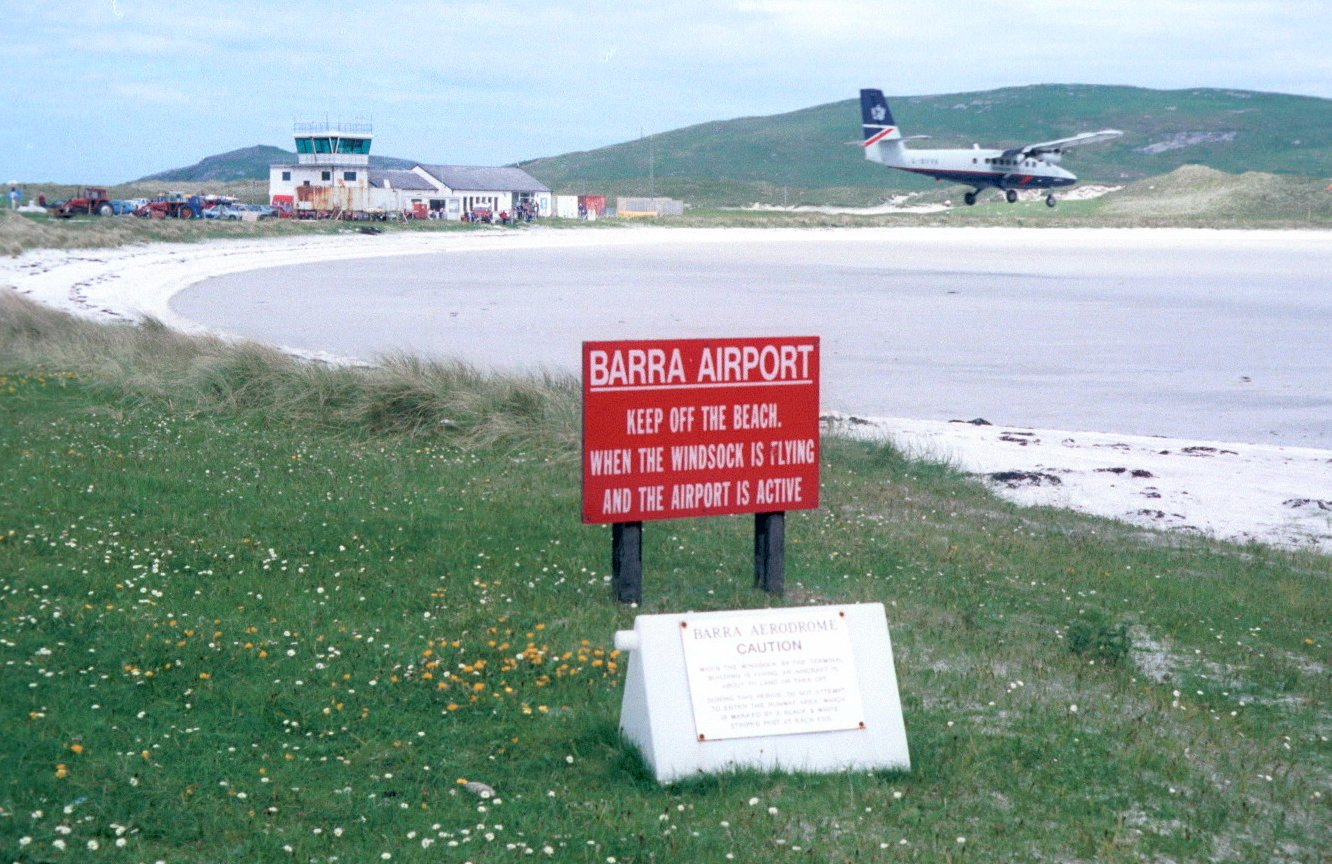
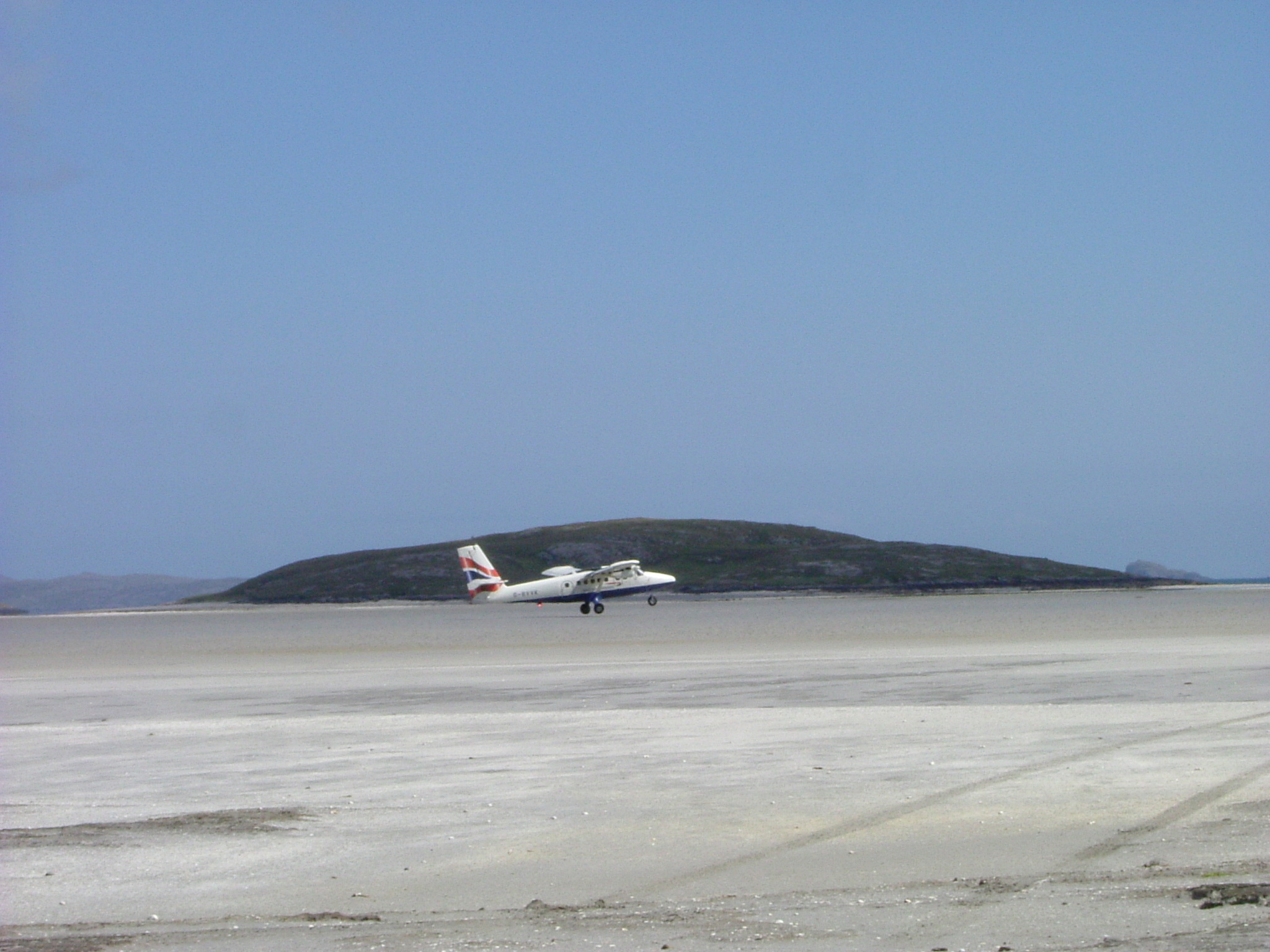
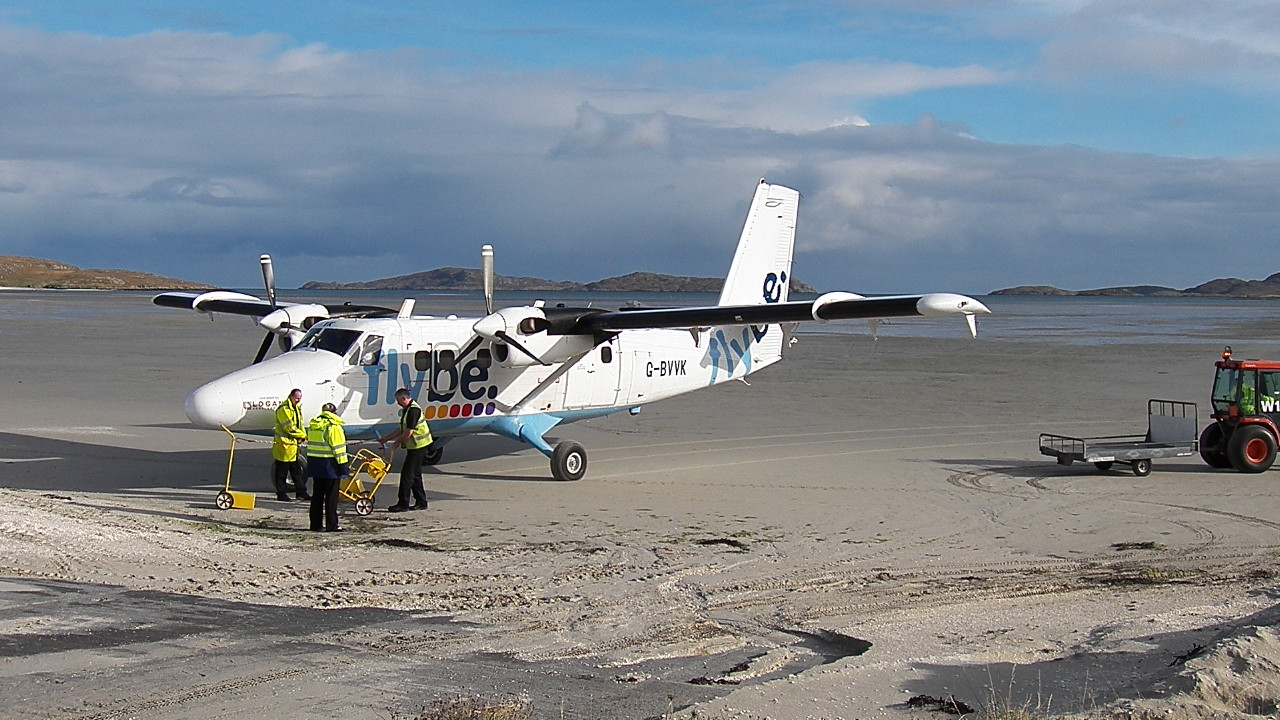

## 운항 노선

### 국내선
| 항공사    | 목적지   |
| --------- | -------- |
| 로건 에어 | 글래스고 |